# Nueces
Nueces je řeka v americkém státě Texas, dlouhá 507 kilometrů.
Pramení na planině Edwards Plateau nedaleko města Uvalde. Vlévá se do zálivu Corpus Christi Bay, který je spojen s Mexickým zálivem. Nedaleko Mathisu byla postavena přehrada Lake Corpus Christi. V řece žije okounek guadalupský, který je státní rybou Texasu.
Domorodci řeku nazývali Chotilapacquen, španělský cestovatel Alonso de León ji pojmenoval Río Nueces (řeka ořechů) podle množství ořechovců pekanových na jejích březích. Řeka tvořila hranici mezi Mexikem a Texaskou republikou. Smlouvou z Guadalupe Hidalgo v roce 1848 byla hranice posunuta na Rio Grande. V roce 1862 došlo k masakru na Nueces, když konfederační vojáci pobili německé osadníky sympatizující s Unií.